# Proteus (film 2003)
Proteus è un film del 2003 diretto da John Greyson.

## Trama
Sudafrica, 1725. Incombe una relazione d'amore tra due uomini (Rouxnet Brown e Shaun Smyth), di colore di pelle differenti, in una colonia penale a Città del Capo. La sodomia era considerata un reato più grave dell'omicidio. Oltre alla difficoltà della reazione in quel periodo, la situazione dei due amanti era aggravata dal fatto che il colore della loro pelle era diverso.

## Curiosità
- Il film è tratto da una storia vera ricostruita attraverso lo studio dei processi dell'epoca.